# Lisa Boray
Lisa Schulte Nordholt (Lisa Boray) (Breda, 26 januari 1956) is een Nederlandse zangeres die zowel onder haar eigen naam optreedt en platen uitbrengt als in vele bands zingt; onder andere in American Gypsy, Houseband en Navel. Ook is zij erg actief als backing vocalist bij verschillende artiesten;  zij zong bijvoorbeeld bij Wally Tax en Herman Brood.

## Carrière
Boray zong in de tweede helft van de jaren zeventig bij de Amsterdamse Houseband. Verder was ze ook een tijdje actief in de band Navel, waarmee ze een elpee opnam (A rainy day at Chateau Lafite '42). Ze nam plaats in een gelegenheidsformatie met Kimm Hekker en Patricia Maessen, waarmee een single werd opgenomen en ze zong een tijdje bij American Gypsy. Daarnaast was ze in de eerste helft van de jaren tachtig zo'n beetje op elke belangrijke Nederlandse plaat te horen, bijvoorbeeld van Earth & Fire, de Margriet Eshuijs Band en Lori Spee.
In 1982 zong Boray mee in het achtergrondkoor toen Bill van Dijk Nederland vertegenwoordigde op het Eurovisiesongfestival met het nummer Jij en Ik.
In 1983 bracht Boray een album uit dat ze samen met de leden van American Gypsy gemaakt heeft. De LP 'Searchlight', die onder de naam Lisa Boray werd uitgebracht en de hitsingle 'Break It Out' opleverde. De twee andere singles van deze plaat strandden in de tipparade.
In 1988 zong Boray mee in het achtergrondkoor toen Gerard Joling Nederland vertegenwoordigde op het Eurovisiesongfestival in het Ierse Dublin met het liedje Shangri-La. Zelf won Boray met het nummer Lovers Until the End op het Cesme Songfestival in Turkije, wat daar een nummer 1-hit werd.
In 1991 zong Boray samen met zanger Louis de Vries het nummer Goede tijden, slechte tijden, wat als titelsong werd gebruikt voor de gelijknamige RTL 4-soap Goede tijden, slechte tijden. Het nummer haalde de 9e positie in de Nederlandse Top 40 en de 8e positie de Nederlandse Single Top 100. Hun variant van het nummer werd tot 1995 als titelsong gebruikt. Tevens zong ze dat jaar ook het duet Sorry met André Hazes van zijn album Samen.
In 1992 deed Boray mee aan het Nationaal Songfestival met het liedje Hartstocht op muziek van Edwin Schimscheimer. De tekst van het liedje schreef Boray zelf. Ze werd 4e met 81 punten.
In 1993 schreef zij samen met haar man Ton op 't Hof Blijf bij mij voor Paul de Leeuw en Ruth Jacott die een 5e plek haalde in de Top 40.
In 1995 verscheen er na lang wachten weer een solo-cd. Het nieuwe soloalbum van Lisa heette 'The Need To Be'. Het album deed niet zoveel, maar ontving een jaar later wel een Edison.
Ondertussen bleef Boray actief als backing vocalist en gaf ze les aan het conservatorium als zangdocente.
In 1999 deed Boray overige stemmen in de Nederlandse versie van de film Toy Story 2.
In 2005 bracht Boray de Jazz-cd 'Wow!' uit. De plaat bevat twaalf tracks, waarvan de helft door de zangeres zelf is geschreven. 'Wow!' bevat bijdragen van onder andere Hans Jansen (piano), Harry Emmery (bas) en Ton op 't Hof (drums/productie) en onder meer jazzy bewerkingen van de nummers 'Fever' en 'Satisfaction'.
In 2008 kwam Boray met een nieuw album. Een cd met liedjes van de bekende zangeres Peggy Lee.

## Discografie

### Singles
- 1983 Break It Out
- 1983 I´m Falling Out Of Love
- 1983 Tonight
- 1985 New Attitude
- 1988 Lovers Untill The End
- 1991 Goede tijden, slechte tijden met Louis de Vries
- 1994 Sorry (met André Hazes)
- 1995 You've Got Me Falling In Love
- 1995 Blond Little Beauty Called Jazz
- 1999 Smashing
- 2005 Fever (Promo)

### Albums
- 1983 Searchlight
- 1995 The Need To Be
- 2005 Wow!
- 2008 Miss Peggy Lee

- Bibliothèque nationale de France: cb14157551w (data)
- Gemeinsame Normdatei: 134333578
- International Standard Name Identifier: 0000 0000 5809 5023
- Library of Congress Control Number: no2008019476
- MusicBrainz: d14e8026-0395-4d7b-966e-332a6cb8c576
- Virtual International Authority File: 79581203
- WorldCat: E39PBJdMhKGkHTcHpfQfvC9Rrq